# كالفين هارتويل
كالفين هارتويل هو سياسي أمريكي، ولد في 17 ديسمبر 1849، وتوفي في 19 مايو 1920. نشط حزبياً في الحزب الجمهوري.